# Valeriu Popescu
Valeriu („Doru”) Popescu, cunoscut și ca Valerio Popesco, (n. 1 decembrie 1938, București, România – d. 18 noiembrie 2005, București, România) a fost un actor român de teatru, film și televiziune, care și-a desfășurat cariera artistică în România și în Franța (unde a trăit în perioada 1970-1995).

## Biografie
S-a născut în 1 decembrie 1938 la București și a absolvit în 1962 cursurile Institutului de Artă Teatrală și Cinematografică (IATC), la clasa prof. Ion Olteanu, asistent Irina Răchițeanu-Șirianu.
A jucat, după absolvirea studiilor, pe scenele mai multor teatre din România precum Teatrul de Stat din Târgu Mureș, Ploiești și Teatrul Mic din București, unde a interpretat roluri în piese ca A douăsprezecea noapte de William Shakespeare, Discipolul diavolului de George Bernard Shaw, Orfeu în infern de Tennessee Williams, Romeo și Julieta de William Shakespeare, Doi pe un balansoar de William Gibson ș.a. A apărut în câteva filme precum Cartierul veseliei (1965) și Răscoala (1966).
A părăsit România în 1970 și s-a stabilit în Franța, unde și-a schimbat numele în Valerio Popesco și a desfășurat o activitate artistică bogată. A jucat roluri în filme de cinema și seriale de televiziune regizate de cineaști renumiți precum André Delvaux, Jean-Luc Godard, Philippe Galardi și Roger Burkhardt. A regizat spectacole cu piesele Premiera de John Cromwell⁠(d), Fluturi, fluturi... de Aldo Nicolaj și Clipe de viață de William Saroyan. A înființat în 1984 compania teatrală „Instants” din Lyon, îndeplinind funcția de director artistic până în 1989.
S-a întors în România în 1995, după un exil de 25 de ani, și a interpretat rolul Bill Starbuck în spectacolul Omul care aduce ploaia de Richard Nash, pus în scenă la Teatrul Nottara. În anul următor a fost angajat de Teatrul Național din București, jucând, printre altele, rolul Alfredo din Regina mamă de Manlio Santanelli. A fost distribuit din nou în unele filme precum Aici nu mai locuiește nimeni (1995), Scrisorile prietenului (1997) și Faimosul paparazzo (1999).
A murit în 18 noiembrie 2005, la vârsta de aproape 67 de ani, și a fost înmormântat la Cimitirul Bellu din București.

## Filmografie
- Cartierul veseliei (1965)
- Răscoala (1966)
- Belle⁠(fr)[traduceți] – Stranger
- Michel Strogoff⁠(fr)[traduceți] (serial TV, 1975) – Ivan Ogareff
- Cinéma 16 (serial TV, 1979) – Doru
- Les Amours des années folles⁠(fr)[traduceți] (serial TV, 1980) – Hazym
- Salut champion⁠(fr)[traduceți] (serial TV, 1981) – Kovacs
- Les Enquêtes du commissaire Maigret⁠(fr)[traduceți] (serial TV, 1981) – Popaul
- Caméra une première – L'homme des rivages (serial TV, 1981)
- Liszt Ferenc (serial TV, 1982) – Heine
- De bien étranges affaires (serial TV, 1982) – L'homme
- Jesuit Joe⁠(fr)[traduceți] (1991)
- Aici nu mai locuiește nimeni (film TV, 1995)
- Scrisorile prietenului (film TV, 1997)
- For Ever Mozart⁠(fr)[traduceți] (1996)
- Faimosul paparazzo (1999)